# Lista de governadores, capitães e castelões de Diu
 Lista de governadores, capitães e castelões de Diu 
- Rui Lopes de Sousa, Capitão de Diu, Séc. XVI;
- Simão da Silveira, Capitão de Diu, Séc. XVI, (1510 -?);
- Filipe de Sousa, Capitão de Diu, finais Séc. XVI;
- Lourenço da Cunha Sottomayor, Capitão de Diu, Séc. XVII;
- Diogo de Almeida, Conde de Abrantes, Governador de Diu no Séc. XVII;
- Manuel Caetano de Távora, Governador de Diu, Séc. XVII?
- Afonso de Noronha, Governador de Diu no Séc. XVII;
- Manuel de Saldanha de Távora, Governador de Diu no Séc. XVII;
- António de Saldanha Albuquerque Castro e Ribafria, (Pangim 1668, Lisboa 1723) Governador de Diu;
- Luís de Miranda Henriques, Governador de Diu 1668;
- Miguel de Almeida, Governador de Diu em 1669;
- Jorge de Sousa de Menezes, III Conde de Vila Flor, Governador de Diu no Séc. XVIII;
- Francisco de Melo da Gama de Araújo e Azevedo, 16 de Maio de  1773 - 17 de Janeiro de  1859, Quinta da Garrida, Freguesia de São João da Ribeira, Ponte de Lima, Portugal, Marechal e Fidalgo da Casa Real, Governador de Diu 21 de Março de 1821 a Janeiro de 1840?;
- Frederico Augusto de Almeida Portugal Correia de Lacerda, Governador de Diu, carta patente de 24 de Novembro de 1847;
- Pedro Barreto de Resende
- Manuel de Saldanha da Gama, Capitão graduado do Regimento de Cavalaria número dois, Lanceiros da Rainha, Governador de Diu entre 12 de Novembro de 1851 e 4 de Agosto de 1852;
- Alfredo Augusto Caldas Xavier (Lisboa, 25 de Setembro de 1852, Lourenço Marques, 8 de Janeiro de 1896) Governador de Diu em 1889;
- Augusto Cândido de Sousa e Araújo, Coronel, foi Governador de Diu entre 1900 e 1902;
- Nuno Maria de Figueiredo Cabral da Câmara, Coronel de Cavalaria, (Lisboa, 19 de Fevereiro de 1850, Lisboa 13 de Maio de 1934), Governador de Diu;
- D. Miguel António do Carmo de Noronha de Paiva Couceiro, 4.º Conde de Paraty (1909-1979), Capitão de Cavalaria, Governador de Diu de 9 de Agosto de 1948 a 31 de Julho de 1950.
- Herculano de Moura, Primeiro-tenente
- Álvaro da Costa?
- Domingos de Magalhães Filipe, Capitão de Artilharia Governador de Diu em 1956;
- Manuel Maria Delgado e Silva, Major de Artilharia Governador de Diu de Setembro de 1958 a Setembro de 1960;
- Fernando Alberto da Cunha Baptista de Lucena de Almeida e Vasconcelos, Major, último governador de Diu (19 de Dezembro de 1961).

## Governadores, 1–1
| #   | Retrato | Nome | Início de mandato   | Fim de mandato         | Notas | Soberano |
| --- | ------- | --- | ------------------- | ---------------------- | ----- | -------- |
| ??º |         | Meliqueaz | 1507                | 1509                   |       |          |
| ??º |         | Martim Afonso de Sousa (1500–1564)                                                                                        |                     |                        |       |          |
| ??º |         | Manuel Caetano de Souza (????–1537)                                                                                       | 1535                | fevereiro de 1537      |       |          |
| ??º |         | António da Silveira de Menezes (c.1500–15??)                                                                              | 1538                | 1539                   |       |          |
| ??º |         | Diogo Lopes de Sousa | 1539                | 1542                   |       |          |
| ??º |         | Manuel de Sousa de Sepúlveda (????–1552)                                                                                  | 1542                | 1545                   |       |          |
| ??º |         | D. João de Mascarenhas (c.1512–1580)                                                                                      | 1545                | c.1546                 |       |          |
| ??º |         | Luís Falcão, O Catarasto (c.1510–1548)                                                                                    | 1548                | 30 Setembro 1548       |       |          |
| ??º |         | D. Diogo de Noronha |                     |                        |       |          |
| ??º |         | Martim Correia da Silva (c.1470–15??)                                                                                     | 1550                | c.1550                 |       |          |
| ??º |         | Rui Lopes de Sousa (1465–15??)                                                                                            | 15??                | 15??                   |       |          |
| ??º |         | Simão da Silveira (c.1510–????)                                                                                           | 15??                | 15??                   |       |          |
| ??º |         | António de Noronha (1530–????)                                                                                            |                     |                        |       |          |
| ??º |         | Gaspar de Sousa |                     |                        |       |          |
| ??º |         | Filipe Carneiro (1520?–????)                                                                                              | 1558                |                        |       |          |
| ??º |         | Nuno da Cunha |                     |                        |       |          |
| ??º |         | Ayres Telles de Menezes                                                                                                   | 1573                |                        |       |          |
| ??º |         | Manoel de Miranda | 1584                |                        |       |          |
| ??º |         | Ayres de Falcão | 1586                |                        |       |          |
| ??º |         | Pero de Nhaia | 1593                |                        |       |          |
| ??º |         | Sebastião de Souza de Mello                                                                                               | 1597                |                        |       |          |
| ??º |         | Duarte de Mello (o 1º chamado de Governador)                                                                              | 1601                |                        |       |          |
| ??º |         | Gotteres de Móroi | 1604                |                        |       |          |
| ??º |         | João Furtado de Mendonça                                                                                                  | 1605                |                        |       |          |
| ??º |         | D. Francisco de Souza | 1610                |                        |       |          |
| ??º |         | D. Lourenço Sottomaior | 1612                |                        |       |          |
| ??º |         | Ruy Dias de Sampayo | 1623                |                        |       |          |
| ??º |         | António de Moura | 1625                |                        |       |          |
| ??º |         | D. Pedro Mascarenhas | 1630                |                        |       |          |
| ??º |         | Francisco da Silveira | 1632                |                        |       |          |
| ??º |         | Manoel Pinto Pereira | 1638                |                        |       |          |
| ??º |         | António de Souza Coutinho                                                                                                 | 1641                |                        |       |          |
| ??º |         | Fernão de Miranda Henriques                                                                                               | 1643                |                        |       |          |
| ??º |         | Tristão da Silva Menezes                                                                                                  | 1645                |                        |       |          |
| ??º |         | Francisco Moniz da Silva                                                                                                  | 1647                |                        |       |          |
| ??º |         | D. João Manoel (ou de Mello)                                                                                              | 1651                |                        |       |          |
| ??º |         | Fernão (ou Fernando) de Miranda Henriques (2ª vez)                                                                        | 1654                |                        |       |          |
| ??º |         | Ignacio Sarmento | 1656                |                        |       |          |
| ??º |         | Francisco da Silva Souto-Maior                                                                                            | 1658                |                        |       |          |
| ??º |         | D. Pedro Henriques | 1661                | 29 Abril 1661          |       |          |
| ??º |         | António de Saldanha | 1661                | 30 Dezembro 1661       |       |          |
| ??º |         | D. Francisco de Sousa | 1662                | 10 Dezembro 1663       |       |          |
| ??º |         | Luiz de Miranda Henriques                                                                                                 | 1667                |                        |       |          |
| ??º |         | Manoel de Sousa | 1669                |                        |       |          |
| ??º |         | Christóvão de Sousa Coutinho                                                                                              | 1672                |                        |       |          |
| ??º |         | Manoel de Mello | 1675                | 8 Março 1678           |       |          |
|     |         | D. Fernando Castel-Branco                                                                                                 | 1678                |                        |       |          |
| ??º |         | João de Sá e Meneses | 1680                |                        |       |          |
| ??º |         | João de Mello de Castro                                                                                                   | 1681                |                        |       |          |
| ??º |         | José de Mello de Castro                                                                                                   | 1682                |                        |       |          |
|     |         | Manoel Furtado de Mendonça                                                                                                | 1685                | 17 Junho 1685          |       |          |
| ??º |         | João Pacheco de Sá | 1686                |                        |       |          |
| ??º |         | Domingos Barreto da Silva                                                                                                 | 25 Maio 1690        | 6 Janeiro 1691         |       |          |
| ??º |         | Pedro de Souza Lencastre                                                                                                  | 1691                | 1692                   |       |          |
| ??º |         | João Pacheco de Sá (2ª vez)                                                                                               | 1692                | 1692                   |       |          |
| ??º |         | Manoel da Saldanha | 1692                | 1693                   |       |          |
| ??º |         | João Pacheco de Sá (3ª vez)                                                                                               | 1693                | 1695                   |       |          |
| ??º |         | D. António Lobo | 1695                |                        |       |          |
|     |         | Ignácio Pinto | 1697                | Fevereiro 1697         |       |          |
|     |         | João Pacheco de Sá (4ª vez)                                                                                               | 1697                |                        |       |          |
|     |         | Bartholomeu de Mello Sampayo                                                                                              | 1698                | 5 Fevereiro 1701       |       |          |
|     |         | Lourenço da Cunha Sotto-Maior                                                                                             | 1701                |                        |       |          |
|     |         | Sebastião de Toledo | Janeiro 1702        | Março 1702             |       |          |
|     |         | Gil Vaz Lobo Freire | 1702                | 2 Março 1704           |       |          |
| ??º |         | Jorge de Sousa e Menezes                                                                                                  | 1707                | 1707                   |       |          |
|     |         | António Pereira do Berrêdo                                                                                                | 1709                |                        |       |          |
|     |         | D. Francisco Sotto-Maior                                                                                                  | 1711                |                        |       |          |
|     |         | D. António da Silva Tello e Menezes                                                                                       | 1712                |                        |       |          |
|     |         | Diogo de Pinho Teixeira                                                                                                   | 1716                |                        |       |          |
|     |         | Salvador Mello da Silva                                                                                                   | 22 Abril 1719       | 22 Abril 1722          |       |          |
|     |         | Luis de Mello Pereira | 1722                |                        |       |          |
|     |         | Hieronimo (Jeronimo) do Vadre (ou Vadu) Rebello                                                                           | 1725                |                        |       |          |
|     |         | João de Mello d'Atayde | 1733                |                        |       |          |
|     |         | D. Francisco Bayon Galynflis                                                                                              | 1734                | 1734                   |       |          |
|     |         | João Corrêa de Sá | 1739                |                        |       |          |
|     |         | Matheus Vieira (ou Visura) da Silva Bandeira                                                                              | 1741                | 17 Dezembro 1745       |       |          |
|     |         | Francisco Xavier Souto-Maior                                                                                              | 1745                |                        |       |          |
|     |         | João Manoel de Sousa | 1748                |                        |       |          |
|     |         | Jeronymo Magalhães | 1752                |                        |       |          |
|     |         | Caetano Corrêa de Sá | 1757                |                        |       |          |
|     |         | Francisco Luiz Vasconcellos da Rocha                                                                                      | 1759                |                        |       |          |
|     |         | D. Rodrigo de Castro | 1760                |                        |       |          |
|     |         | Belchior d'Amaral e Menezes                                                                                               | 1762                |                        |       |          |
|     |         | Manoel caetano Gomes da Silva                                                                                             | 1765                |                        |       |          |
|     |         | D. Diogo Pereira | 1768                |                        |       |          |
|     |         | Ignácio Luiz Carneiro de Sousa e Faro                                                                                     | 1770                |                        |       |          |
|     |         | Manoel Caetano Gomes da Silva (2ª vez)                                                                                    | 1771                | 1772                   |       |          |
|     |         | Francisco Pinto Vasconcellos (interino)                                                                                   | 1772                |                        |       |          |
|     |         | José Telles da Silva | 19 Novembro 1772    |                        |       |          |
|     |         | Francisco Xavier Henriques                                                                                                | 1776                | 1777                   |       |          |
|     |         | Gonçalo André de Carvalho (interino)                                                                                      | 1777                |                        |       |          |
|     |         | António do Amaral Coutinho e Menezes                                                                                      | 13 Novembro 1778    |                        |       |          |
|     |         | Vasco Luiz Carneiro de Sousa e Faro                                                                                       | 1781                |                        |       |          |
|     |         | Diogo Jacques Meles Neyeos (ou Miles Noyers)                                                                              | 14 Novembro 1783    |                        |       |          |
|     |         | Luiz José de Sousa Machado e Moraes Sarmento (interino)                                                                   | 1785                | 1785                   |       |          |
|     |         | Luiz Caetano de Carlos Coelho da França (interino)                                                                        | 1785                |                        |       |          |
|     |         | João Manoel Ribeiro da Costa (interino)                                                                                   | 1786                |                        |       |          |
|     |         | Gustavo Affonso Humles de Chorment                                                                                        | 1787                |                        |       |          |
|     |         | Belchior d'Amaral e Meneses                                                                                               | 1788                |                        |       |          |
|     |         | António José Xavier de Miranda Henriques                                                                                  | 18 Novembro 1789    | 10 Fevereiro 1790      |       |          |
|     |         | Luiz Caetano de Carlos Coelho da França (2ª vez) (interino)                                                               | 1790                | 1790                   |       |          |
|     |         | Diogo de Mello Sampayo | 1790                | 1790                   |       |          |
|     |         | Luiz Caetano de carlos Coelho da França (3ª vez)                                                                          | 1790                |                        |       |          |
|     |         | Caetano de Sousa Pereira                                                                                                  | 13 Fevereiro 1792   |                        |       |          |
|     |         | D. Rodrigo da Costa e Noronha                                                                                             | 1796                |                        |       |          |
|     |         | Candido José Mourão Garcez Palha                                                                                          | 1797                |                        |       |          |
|     |         | Caetano de Sousa Pereira (2ª vez)                                                                                         | 1800                |                        |       |          |
|     |         | Felicio (ou Feliz) José Tinoco da Gama                                                                                    | 1805                |                        |       |          |
|     |         | António Leite de Sousa | 1806                |                        |       |          |
|     |         | Sebastião José Alves de Sousa Feyo (interino)                                                                             | 1807                |                        |       |          |
|     |         | José Leite de Sousa Pereira                                                                                               | 1809                |                        |       |          |
|     |         | Lourenço Varella d'Almeida                                                                                                | 1810                |                        |       |          |
|     |         | Maurício da Costa Campos                                                                                                  | 1814                |                        |       |          |
|     |         | Joaquim Mourão Garcez Palha                                                                                               | 1817                |                        |       |          |
|     |         | João Vicente Rancosa | 1819                |                        |       |          |
|     |         | João Vicente Soares | Abril 1822          | Junho 1822             |       |          |
|     |         | Junta Revolucionária (presidida por Major António José Joaquim Pereira)                                                   | 1822                |                        |       |          |
|     |         | Francisco de Mello Gama e Araújo                                                                                          | 1823                |                        |       |          |
|     |         | Francisco de Mello d'Eça                                                                                                  | 1838                |                        |       |          |
|     |         | Luciano Abreu de Lima | 1840                |                        |       |          |
|     |         | Junta Governativa ( Major José Joaquim de Sousa, Juiz J. L. de Carvalho, Prior pe. Manoel Sebastião do Rosário)           | 1842                |                        |       |          |
|     |         | José Joaquim de Macedo Couto                                                                                              | 1842                |                        |       |          |
|     |         | Frederico Augusto d'Almeida Portugal Corrêa de Lacerda                                                                    | 5 Abril 1848        | 11 Março 1853          |       |          |
|     |         | João Maria Petra (interino)                                                                                               | 11 Março 1853       | 1 Maio 1853            |       |          |
|     |         | Junta Governativa (Cap. João Francisco d'Aguiar, Juiz Lino António Manoel de Sousa, Prior Pe. Zeferino Xavier de Menezes) | 1 Junho 1853        | 19 Setembro 1853       |       |          |
|     |         | Christiano Augusto da Costa Simas                                                                                         | 19 Setembro 1853    | 21 Outubro 1856        |       |          |
|     |         | Joaquim José de Moura Salgado Palha (interino)                                                                            | 21 Outubro 1856     | 28 Fevereiro 1857      |       |          |
|     |         | Romão José de Sousa | 28 Fevereiro 1857   | 4 Novembro 1859        |       |          |
|     |         | Romão José de Sousa (2ª vez a pedido do povo) (o último Castelão)                                                         | 4 Novembro 1859     |                        |       |          |
|     |         | Junta Governativa (Cap. Francisco António Líbano, Juiz Simão José Lobo, Prior Pe. José Caetano Basílio Rodrigues)         | 1865                | 25 Julho 1865          |       |          |
|     |         | Hermenegildo Álvaro Moniz Barreto (interino)                                                                              | 25 Julho 1865       | 23 Dezembro 1865       |       |          |
|     |         | D. Jorge Augusto de Mello                                                                                                 | 23 Dezembro 1865    | 18 Fevereiro 1868      |       |          |
|     |         | Faustino António Gomes da Silva (interino)                                                                                | 1868                | 18 Março 1869          |       |          |
|     |         | Augusto César Cardoso de Carvalho                                                                                         | 1870                | 26 Março 1873          |       |          |
|     |         | Eduardo José Lobato de Faria (interino)                                                                                   | 26 Março 1873       | 14 Novembro 1873       |       |          |
|     |         | Guilherme Augusto de Brito Capello                                                                                        | 14 Novembro 1873    | 19 fevereiro 1878      |       |          |
|     |         | Joaquim Piedade de Mendonça (interino)                                                                                    | 20 Fevereiro 1878   | 20 Março 1878          |       |          |
|     |         | António Sérgio de Sousa                                                                                                   | 20 Março 1878       | 1 Maio 1878            |       |          |
|     |         | Joaquim Piedade de Mendonça (2ª vez) (interino)                                                                           | 1 Maio 1878         | 20 Novembro 1878       |       |          |
|     |         | Miguel Augusto de Lemos Pimentel (interino)                                                                               | 20 Novembro 1878    | 18 Dezembro 1878       |       |          |
|     |         | Carlos Augusto de Fontes Pereira de Mello                                                                                 | 18 Dezembro 1878    | 30 Junho 1881          |       |          |
|     |         | Faustino A. G. da Silva (3ª vez) (interino)                                                                               | 30 Junho 1881       | 18 Dezembro 1881       |       |          |
|     |         | Pedro Francisco d'Ornellas Perry da Camara                                                                                | 18 Dezembro 1881    | 28 Fevereiro 1884      |       |          |
|     |         | António Frederico Possolo                                                                                                 | 28 Fevereiro 1884   | 7 Abril 1884           |       |          |
|     |         | Sebastião Chaves d'Aguiar                                                                                                 | 1884                | 30 Setembro 1885       |       |          |
|     |         | João Vicente d'Oliveira Pegado                                                                                            | 30 Setembro 1885    | 16 Dezembro 1885       |       |          |
|     |         | Adelino Abel Coelho da Cruz                                                                                               | 16 Dezembro 1885    | 16 Abril 1887          |       |          |
|     |         | João Vicente d'Oliveira Pegado (2ª vez) (interino)                                                                        | 16 Abril 1887       | 28 Maio 1887           |       |          |
|     |         | D. Nuno Maria de Figueiredo Cabral da Câmara                                                                              | 28 Maio 1887        | 12 Abril 1889          |       |          |
|     |         | Lúcio Joaquim de Faria (interino) (governou 1 dia)                                                                        | 1889                | 1889                   |       |          |
|     |         | Alfredo Augusto Caldas Xavier (interino)                                                                                  | 3 Abril 1889        | 14 Maio 1889           |       |          |
|     |         | Lúcio Joaquim de Faria (2ª vez) (interino)                                                                                | 14 Maio 1889        | 16 julho 1889          |       |          |
|     |         | D. Nuno Maria de Figueiredo Cabral da Câmara (2ª vez)                                                                     | 16 Julho 1889       | 31 Agosto 1889         |       |          |
|     |         | Fernando Luiz Leite de Sousa e Noronha (interino)                                                                         | 1 Setembro 1889     | 5 Outubro 1889         |       |          |
|     |         | Miguel Augusto de Lemos Pimentel (2ª vez) (interino)                                                                      | 5 Outubro 1889      | 13 Março 1890          |       |          |
|     |         | Carlos Eduardo Mendes (interino)                                                                                          | 14 Março 1890       | 5 Abril 1891           |       |          |
|     |         | Agostinho Francisco da Silva (interino)                                                                                   | 5 Abril 1891        | 20 Abril 1891          |       |          |
|     |         | José Pedro Kuchenbuck Villar                                                                                              | 20 Abril 1891       | 14 Outubro 1894        |       |          |
|     |         | Leonardo Paulo do Rosário (interino)                                                                                      | 15 Outubro 1894     | 19 Novembro 1894       |       |          |
|     |         | Mariano Joaquim da Costa Sousa Feyo                                                                                       | 19 Novembro 1894    | 23 Outubro 1895        |       |          |
|     |         | Leonardo Paulo do Rosário (2ª vez) (interino)                                                                             | 23 Outubro 1895     | 25 Abril 1896          |       |          |
|     |         | António Raphael Pereira Nunes                                                                                             | 25 Abril 1896       |                        |       |          |
| ??º |         | João Herculano Rodrigues de Moura                                                                                         | 1902                | 1906?                  |       |          |
| ??º |         | Cesar Augusto Roncon (atuando em Moura)                                                                                   | 1904                |                        |       |          |
| ??º |         | Carlos de Almeida Pessanha (1862–1907)                                                                                    | 1906                | 1907                   |       |          |
| ??º |         | José Maria de Castro e Almeida                                                                                            | 19??                | 1908                   |       |          |
| ??º |         | João de Freitas Branco | 1908                | 1911                   |       |          |
| ??º |         | Augusto de Paiva Bobela da Mota (1879–1931)                                                                               | 1911                | 1912                   |       |          |
| ??º |         | Raul Fernandes Correa do Amaral                                                                                           | 1912                | 19??                   |       |          |
| ??º |         | Álvaro da Costa Morais |                     |                        |       |          |
| ??º |         | João Feyo de Basto Folque (1881–1951)                                                                                     | 15 Abril 1921       | 1941                   |       |          |
| ??º |         | Manuel Joaquim Baleizão do Passo (1???–1948)                                                                              | 1941                | 1948                   |       |          |
| ??º |         | Miguel António do Carmo de Noronha de Paiva Couceiro (1909–1979)                                                          | 9 de agosto de 1948 | 31 de julho de 1950    | n     | GV       |
| ??º |         | Amílcar da Ressurreição Diogo de Carvalho                                                                                 | 1951                | 195?                   |       |          |
| ??º |         | Paulo Benard Guedes | 1955                | 1956                   |       |          |
| ??º |         | Domingos de Magalhães Filipe                                                                                              | 1959                |                        |       |          |
| ??º |         | Manuel Delgado e Silva | 1959                |                        |       |          |
| ??º |         | Fernando Alberto da Cunha Baptista de Lucena de Almeida e Vasconcelos (1927–1975)                                         |                     | 19 de dezembro de 1961 |       |          |